# Joncourt East British Cemetery
Joncourt East British Cemetery is een Britse militaire begraafplaats met gesneuvelden uit de Eerste Wereldoorlog, gelegen in de Franse gemeente Joncourt (departement Aisne). De begraafplaats ligt in het veld aan een landweg op 670 m ten oosten van het dorpscentrum (Église Saint-Martin).
Ze werd ontworpen door William Cowlishaw en heeft een nagenoeg vierkantig grondplan met een oppervlakte van ongeveer 284 m² dat aan drie zijden begrensd wordt door een bakstenen muur. Het Cross of Sacrifice staat dicht bij de noordoostelijke hoek. Omdat het terrein hoger ligt dan de landweg bestaat de toegang uit een gedeelde trap met een veertiental treden.
Er liggen 71 slachtoffers, waaronder 1 niet geïdentificeerde, in drie rijen.
De begraafplaats wordt onderhouden door de Commonwealth War Graves Commission.
Op het grondgebied van de gemeente liggen ook nog Britse gesneuvelden in de Joncourt British Cemetery en in de gemeentelijke begraafplaats.

## Geschiedenis
Joncourt lag onmiddellijk ten westen van de Duitse versterkte linie Beaurevoir-Fonsomme. Op 30 september 1918 werd het dorp door Australische troepen veroverd en de volgende dag bevrijd door de 5th Australian en de 32nd Divisions.
Alle slachtoffers zijn Britten die sneuvelden tussen 30 september en 3 oktober 1918. Onder hen waren er 62 die tot de 15th en de 16th Lancashire Fusiliers of de  2nd Manchesters behoorden.  

## Onderscheiden militairen
- John Percival Savage, sergeant bij het Manchester Regiment en Samuel Greenwood, korporaal bij de Lancashire Fusiliers werden onderscheiden met de Military Medal (MM).